# Pascal Angillis
Pascal Angillis (6 maart 1972) is een Belgisch basketbalcoach en voormalig basketballer.

## Carrière
Angillis speelde in de jeugd van BC Oostende maar trok hierna naar Amerika. Daar speelde hij een seizoen en wisselde van school, omdat zijn papieren niet in orde geraakte was hij er in het seizoen 1992/93 coach bij Lakewood High school voordat hij terug keerde naar België. Hij speelde/studeerde voor de Long Beach City College Vikings en Rockford Regents. Hij speelde daarna voor eerstenationaler Duvel Willebroek en derdeklasser RUS Mariembourg. Hierna volgde nog Manage en Asse BC dat fusioneerde tot BC Asse-Ternat.
In 2003 werd hij jeugdcoach bij Royal Atomia Brussels waar hij in 2005 assistent-coach werd onder Yves Defraigne. In 2007 werd hij assistent-coach bij Liège Basket onder de Canadees Tom Johnson en de Kroaat Dario Gjergja. In 2010 was hij assistent van de U20 nationale mannenploeg onder coach Paul Vervaeck. In 2011 werd hij assistent bij Spirou Charleroi onder Giovanni Bozzi en daarna onder Jacques Stas. Na Stas zijn ontslag in 2016 werd hij interim-coach van Charleroi. In 2012 en van 2013 tot 2015 was hij assistent-coach van de nationale vrouwenploeg onder Benny Mertens en Eddy Casteels.
In 2016 werd Fulvio Bastianini hoofdcoach en Angillis weer assistent. Hij nam echter weer over in 2017 als interim coach na het ontslag van Bastianini. Voor het seizoen 2017/18 werd hij de hoofdcoach van Limburg United. In 2018 werd hij hoofdcoach van Castors Braine als opvolger van de Let Ainars Zvirgzdiņš. In 2019 keerde hij terug naar Spirou Charleroi maar werd opgevolgd door Sam Rotsaert door ziekte van zijn zoon.
In 2021 werd hij commentator bij wedstrijden van de BNXT League en de Basketball Champions League. Hij was daarnaast ook sportief verantwoordelijke bij Femina Habac. Hij werd daarnaast ook Director of international scouting bij de Ottawa BlackJacks. In 2023 werd hij assistent-coach bij de nationale vrouwenploeg onder hoofdcoach Rachid Meziane. Hij volgde in 2025 Meziane naar de Connecticut Sun als assistent maar bleef ook bij de nationale ploeg.